# Wild Duck Hunting on Reel Foot Lake
Wild Duck Hunting on Reel Foot Lake è un cortometraggio muto del 1910. Il nome del regista non viene riportato nei credit del film, un documentario girato nel Tennessee.

## Produzione
Il film fu prodotto dalla Lubin Manufacturing Company.

## Distribuzione
Distribuito dalla Lubin Manufacturing Company, il film - un cortometraggio della lunghezza di 168 metri - uscì nelle sale cinematografiche statunitensi il 13 gennaio 1910 conosciuto negli Stati Uniti con il titolo Wild Duck Hunting on Historic Reel Foot Lake. Nelle proiezioni, veniva programmato con il sistema dello split reel, accorpato in un'unica bobina con un altro cortometraggio prodotto dalla Lubin, la commedia He Joined the Frat.

### Critica
Articolo (in (EN) ) di Moving Picture World pubblicato su IMDb .